# Lécithine-cholestérol acyltransférase
La lécithine-cholestérol acyltransférase (LCAT) est une enzyme de type acyltransférase. Elle permet le transfert d'un acide gras à partir de la lécithine (phosphatidylcholine) sur le cholestérol dans le cadre de la formation des stérides. Son gène est LCAT situé sur le chromosome 16 humain.

## Rôle
Synthétisée dans le foie, elle se localise sur les HDL notamment les pré-bêta HDL et ne peut fonctionner qu'en présence d'un cofacteur qui est l'ApoA1. 
Elle va utiliser les phospholipides pour estérifier le cholestérol libre afin de donner une lipophospholipide (LPL), il s'agit d'une transestérification plasmatique du cholestérol.
C'est ainsi grâce à ce processus que le pré-bêta HDL discoïdale se transforme en HDL3 sphérique qui donnera à son tour un HDL2. On a donc la création d'un véritable "gradient" de cholestérol libre entre la cellule et l'accepteur.
| Lécithine                                           | + | Cholestérol | {\displaystyle \rightleftharpoons } | Lysolécithine | + | Ester de cholestérol           |
| Lécithine                                           |   | Cholestérol |                                     | Lysolécithine |   | Ester de cholestérol (stéride) |
| Lécithine-cholestérol acyltransférase – EC 2.3.1.43 |   |             |                                     |               |   |                                |

## En médecine
Il existe plusieurs mutations du gène LCAT entraînant une inactivation plus ou moins complète de l'enzyme, avec un taux sanguin abaissé en HDL-cholestérol, et des tableaux plus ou moins sévères, souvent caractérisés par un athérome précoce mais pas toujours.